# .mf
.mf es un dominio de nivel superior geográfico (ccTLD) creado para San Martín (Francia) tras la decisión del 21 de septiembre de 2007 de asignar MF como el código ISO 3166-1 alfa-2 para San Martín. Esta decisión se tomó tras el nuevo estatus de San Martín como Colectividad de ultramar el 15 de julio de 2007. Actualmente San Martín utiliza los dominios de Guadalupe (.gp) y Francia (.fr).